# Grabovci (Ruma, Srbija)
Grabovci (ćir.: Грабовци) su naselje u općini Ruma u Srijemskom okrugu u Vojvodini.

## Stanovništvo
U naselju Grabovci živi 1.480 stanovnika, od čega 1.157 punoljetna stanovnika s prosječnom starosti od 40,7 godina (39,2 kod muškaraca i 42,1 kod žena). U naselju ima 499 domaćinstva, a prosječan broj članova po domaćinstvu je 2,97.
Prema popisu iz 1991. godine u naselju je živjelo 1.488 stanovnika.
| Etnički sastav 2002. |            |        |
| Narod                | Stanovnika |        |
| Srbi                 | 1.415      | 95,60% |
| Romi                 | 25         | 1,68%  |
| Makedonci            | 9          | 0,60%  |
| Hrvati               | 3          | 0,60%  |
| Crnogorci            | 3          | 0,60%  |
| Jugoslaveni          | 2          | 0,13%  |
| Muslimani            | 1          | 0,06%  |
| Mađari               | 1          | 0,06%  |
| Rusni                | 1          | 0,06%  |
| nepoznato            | 10         | 0,67%  |

| broj stanovnika | 1434  | 1712  | 1742  | 1728  | 1594  | 1488  | 1480  |
|                 | 1948. | 1953. | 1961. | 1971. | 1981. | 1991. | 2001. |

## Vanjske poveznice
- Karte, položaj vremenska prognoza
- [neaktivna poveznica]